# Armes nucléaires au Tibet
 (septembre 2013).
Améliorez-le ou discutez des points à vérifier. 
Dans le document intitulé Le Tibet, cent questions et réponses publié en 1988 et dans sa version de 2001, la Chine indique qu'elle n'a jamais déployé d'armes nucléaires ni stocké de déchets nucléaires dans la région autonome du Tibet ou Xizang, ce que reconnaît Thierry Dodin, un des auteurs de Authenticating Tibet. Cette position officielle ne concerne pas les zones à population tibétaine des provinces administratives limitrophes (Qinghai, Sichuan, Yunnan) ou non limitrophes (Gansu), que le gouvernement tibétain en exil considère comme faisant partie du « Tibet historique ».
Le premier centre de recherches nucléaires en Chine, l'académie de recherches et d'études du nord-est sur les armes nucléaires, aussi appelé « usine 221 » et « neuvième académie », fut installé dans la préfecture autonome tibétaine de Haibei (plus précisément dans le xian de Haiyan), dans la province du Qinghai, à quelques kilomètres du lac Kokonor, à la fin des années 1950. Fermé en 1987, il fut transformé en musée en 1993.
La Chine a effectué tous ses essais nucléaires sur son site d'essais d'armes nucléaires de Malan dans le Lop Nor au Xinjiang : soit 45 essais, dont 23 atmosphériques (le dernier en 1980) et 22 souterrains (le dernier en 1996). Dans Authenticating Tibet, Thierry Dodin écrit qu'aucun essai nucléaire ne semble avoir été effectué dans une région tibétaine Il ajoute cependant qu'aucune investigation indépendante n'a jamais été autorisée pour confirmer ou réfuter cela.
Selon le Nuclear Threat Initiative, une association américaine, depuis son ultime essai atmosphérique le 11 octobre 1980, la Chine se conforme dans les faits au traité d'interdiction partielle des essais nucléaires et a officiellement annoncé l'arrêt définitif des dits essais le 21 mars 1986. De plus, elle a annoncé un moratoire sur les essais souterrains à partir du 30 juillet 1996 puis a signé le traité d'interdiction complète des essais nucléaires le 24 septembre de la même année,.
Cependant, la Chine ne signe le traité sur la non-prolifération des armes nucléaires qu'en 1992, et ne l'a pas encore ratifié. Elle a été accusée en 1987 de vendre ses armes, en particulier d'avoir fourni l'arme nucléaire au Pakistan et de continuer à l'aider dans son programme d'armement.
Selon le politologue Taylor Fravel la Chine n'a pas de brigade de lancement de missiles balistiques au Tibet ni de missiles balistiques de courte portée à tête nucléaire. De même, la Chine n'a déployé aucune arme nucléaire tactique au Tibet ou ailleurs. Cependant, la spécialiste du Tibet Anne-Marie Blondeau affirme que quatre sites de lancement de missiles nucléaires, capables d'atteindre la Russie, l'Europe et les États-Unis, sont situés dans le Qinghai. Dans la région autonome du Tibet au moins trois sites seraient aussi implantés, ce que les autorités chinoises démentent.
En 1987, dans son Plan de paix en cinq points pour le Tibet, le 14e dalaï-lama demandait la « cessation par la Chine de sa politique d’utilisation du Tibet dans la production d’armes nucléaires et pour y ensevelir des déchets nucléaires. »

## Essais nucléaires au Xinjiang
La base de données de l'agence américaine Defense Threat Reduction Agency situe toutes les explosions chinoises dans le Lob Nor, dans la région autonome du Xinjiang, dans le nord-ouest de la Chine. D'après l'association américaine Nuclear Threat Initiative (NTI), la Chine a effectué tous ses essais nucléaires sur son site d'essais d'armes nucléaires de Malan : soit 45 essais, dont 23 atmosphériques (le dernier en 1980) et 22 souterrains (le dernier en 1996). Le premier essai nucléaire, répondant au nom de code essai 596, eut lieu le 16 octobre 1964,.
Bien que la Chine n'ait pas adhéré au traité sur l'interdiction des essais atmosphériques, elle s'y conforme dans les faits depuis son ultime essai atmosphérique le 11 octobre 1980 et a officiellement annoncé l'arrêt définitif des dits essais le 21 mars 1986. De plus, elle a annoncé un moratoire sur les essais souterrains à partir du 30 juillet 1996 puis a signé le traité sur leur interdiction le 24 septembre de la même année.

## Allégations d'essais nucléaires au Tibet
Emmanuel Gonon, directeur des programmes à l’Observatoire européen de géopolitique (OEG) et spécialiste des questions de frontière et d'Asie, mentionne que des installations de production et d'essai d'armes nucléaires seraient stationnées sur ce qu'il appelle « l'espace tibétain ». L'auteur affirme que la région autonome du Tibet n'est plus qu'un territoire historique minimal, comprenant le Ü, le Tsang et le Chang Tang, tandis que les autres régions tibétaines sont rattachées à d'autres régions autonomes ou provinces, faisant de « l'espace tibétain » un territoire éclaté entre deux régions autonomes (dont l'une regroupe 7 préfectures autonomes) et 6 préféctures autonomes situées dans le Yunnan, le Sichuan et le Gansu.
En 1996, Madan Gopal Chitkara, puis en 1997, le diplomate indien Lakhan Lal Mehrotra, affirment que la première explosion nucléaire chinoise eut lieu en 1964 près du site de la Neuvième académie, à proximité du lac Kokonor (province de Qinghai, ancienne province tibétaine de l'Amdo), une affirmation que l'on trouve également publiée en 1994 dans GEO sous la signature de Loïc Trebord, qui précise que les suivantes, officielles celles-ci, eurent lieu dans le Lob Nor. Selon Madan Gopal Chitkara, le « toit du monde » s'est avéré utile à la recherche et l'exploitation de l'uranium, l'entreposage, et à des essais atomiques souterrains, probablement pour mettre au point une bombe sismique.
Selon le journal The Indian Express, une dépêche de l'agence TASS du 3 juillet 1982 affirme que « la Chine a effectué des mesures dans plusieurs secteurs du Tibet pour déterminer les niveaux de rayonnement dans la population de ces régions ».
Dans Authenticating Tibet, Thierry Dodin écrit qu'aucun essai nucléaire ne semble avoir été effectué dans une région tibétaine, ajoutant cependant qu'aucune enquête indépendante n'a jamais été autorisée pour le confirmer ou le réfuter.

## Centres de recherches nucléaires
Selon Emmanuel Gonon, la Chine s'est doté de centres de fabrication d'armes nucléaires à Dhashu (Haiyan) et à Tongkhor (Huangyuan) au Qinghai.

### Construction par des détenus
Selon Frédéric Lenoir et Laurent Deshayes, à partir de la fin des années 1950 l'État chinois utilise les détenus des centres de rééducation par le travail pour construire les centres d'études nucléaires du Tibet.
Selon Vincent Metten, on suppose que les importants camps de rééducation par le travail, qui comptaient des millions de prisonniers dans les années 1960 et 1970, ont fourni une réserve constante de travail forcé pour la construction de facilités nucléaires du Qinghai et les facilités de transport nécessaires. De ce fait, il se peut que les détenus aient été exposés à des niveaux dangereux de radioactivité.
Selon Harry Wu, ancien détenu et expert des prisons chinoises, les camps de travail du Qinghai ont utilisé des prisonniers pour extraire du minerai radioactif, et les prisonniers ont été forcés à entrer dans des sites d'essais nucléaires pour exécuter des travaux dangereux.
Selon Vincent Metten, des rapports font état de l'emploi de détenus de droit commun et de prisonniers politiques dans des installations nucléaires à Lanzhou, dans la province de Gansu. Dans le Qinghai, d'importants camps à main-d'œuvre carcérale, situés à côté de sites de missile nucléaires, ont été observés sur le plateau tibétain.

### Académie de recherches et d'études du nord-est sur les armes nucléaires (Qinghai)
L'Académie de recherches et d'études du nord-est sur les armes nucléaires (en anglais Northwest Nuclear Weapons Research and Design Academy), aussi appelée « neuvième académie » et « usine 221 », premier site chinois consacré à la fois à la recherche et à la production d'armes nucléaires, fut implantée dans la préfecture autonome tibétaine de Haibei dans la province du Qinghai, entre la ville de Xihai et le lac Qinghai ou Kokonor, dans la prairie de Jingyintan, à la fin des années 1950. E.D. Vorobiev, le directeur de la production d'armes nucléaires soviétiques du Complexe nucléaire Maïak supervisa sa construction suivant le modèle de l'Institut panrusse de recherche scientifique en physique expérimentale. Le site qui relevait de la juridiction du Neuvième Bureau, était l'installation la plus secrète du programme nucléaire de la Chine. La majorité des armes nucléaires y furent conçues dans les années 1970. C'était un centre important de production d'armes, d'assemblage d'ogives nucléaires, mais aussi un centre de recherche dédié aux détonateurs et à l'enrichissement de matières fissibles, occupant une surface de 1 200 km2.

#### Construction débutée en 1958
Le site de Haibei pour la construction du centre de recherche fut choisi par Li Jue, un chef militaire chinois de la préfecture autonome tibétaine. En mai 1958, Deng Xiaoping approuva le choix du site et les plans. Plus de 10 000 travailleurs s'installèrent à Haibei, sur la rive orientale du Kokonor. Sous la direction de Li Jue, la construction débuta en 1958, mais ce n'est qu'après plusieurs années que ses concepteurs purent s'y installer.

#### Exploitation (1962-1987)
Ce centre de recherches militaire secret, qui entra en fonction en 1962, aurait produit de l'uranium enrichi et les premières armes nucléaires chinoises. C'est là, entre 1958 et 1964, que la Chine mit au point sa première bombe atomique et, deux ans plus tard, sa première bombe à hydrogène, lesquelles furent testées sur le site de Lop Nor au Xinjiang.
Les Chinois reconnaissaient que 16 armes nucléaires furent mises au point dans cette usine, avant sa fermeture en 1987.
Selon le gouvernement tibétain en exil, en raison de la construction de ce centre de recherche d'armes nucléaires à proximité du lac Qinghai, ce dernier est contaminé par la radioactivité, entraînant cancers et malformations néonatales chez les nomades tibétains de cette région et de sérieuses conséquences sur l'environnement. Selon lui, l'activité du site a provoqué une pollution du sol par divers produits radioactifs. Par ailleurs, selon gouvernement tibétain en exil, compte tenu de l'existence d'une liaison ferrée directe, des experts sont d'avis que le lac aurait été utilisé comme décharge pour divers déchets, dont certains radioactifs.

#### Fermeture (1987) et transformation en musée (1993)

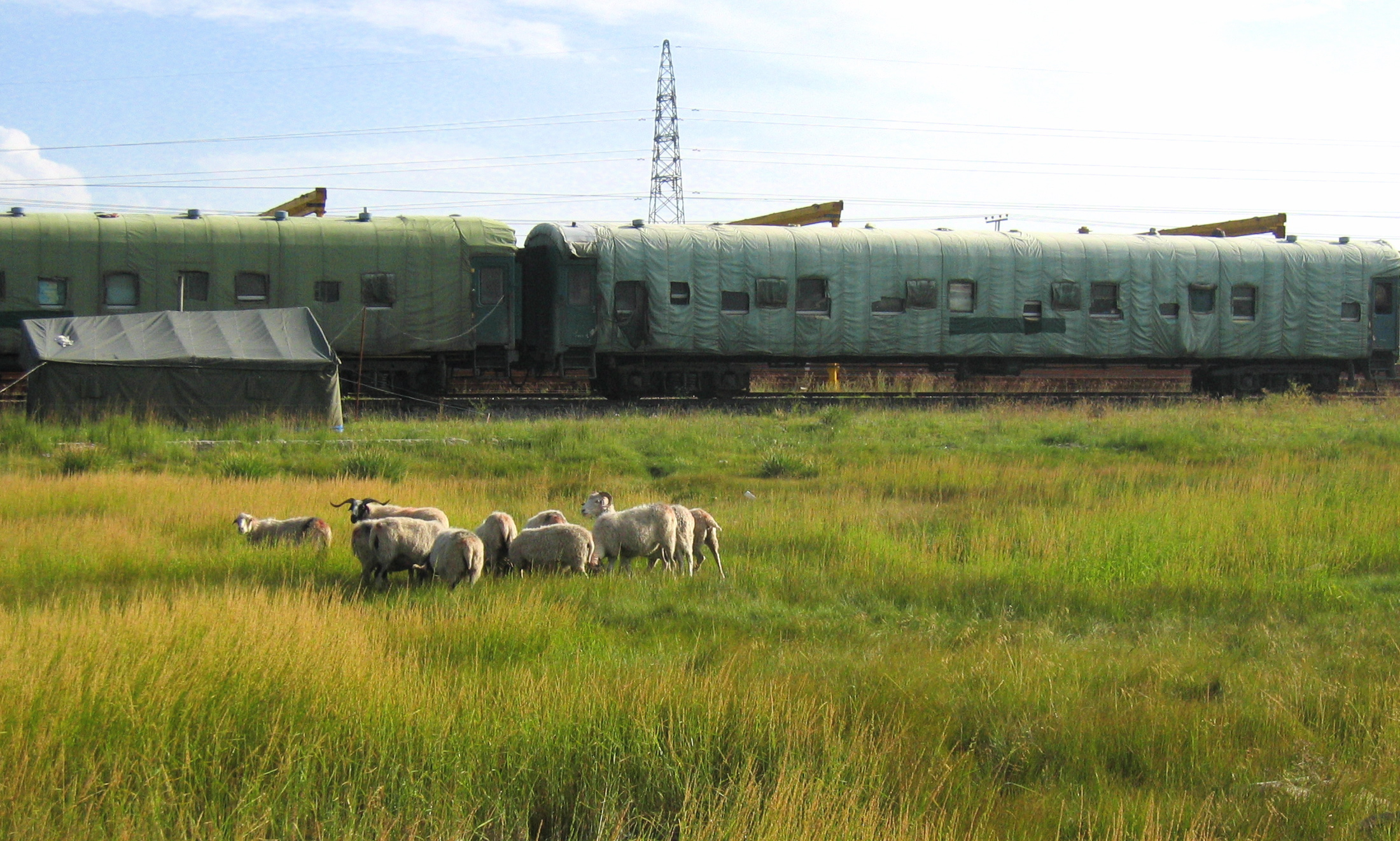
Chèvres en liberté devant une ligne de chemin de fer désaffectée, Usine 211

Aujourd'hui, le centre est déclassifié et ouvert au public. Fermé en 1987, il avait été cédé au gouvernement local en 1993. On peut en visiter certaines parties : laboratoire de recherche, salle des commandes, salle de production d'électricité et salle de transmission télégraphique. Un musée a été établi dans la ville de Xihai, où l'on a construit des hôtels et des restaurants,.

### Centre d'études de Mianyang (Sichuan)
Le centre d'études le plus important de la Chine sur les armes nucléaires (China Academy of Engineering Physics (en) (CAEP) ou Southwest Institute) se trouve près de Mianyang, dans le district de Zitong, dans la province du Sichuan. Certains experts jugent peu probable qu'il ait été touché par le séisme du Sichuan de mai 2008, mais le personnel a été évacué.

### Site de Huangyuan (Qinghai)
Un site situé près de Donghuangyuan dans la province du Qinghai fut utilisé pour des essais d'explosifs conventionnels au début des années 1960 durant les premières phases du développement d'armes nucléaires par la Chine.

## Missiles nucléaires
Selon le politologue Taylor Fravel, contrairement à ce que les médias indiens ont rapporté, le Chine n'a pas de brigade de lancement de missiles balistiques au Tibet ni de missiles balistiques de courte portée à tête nucléaire. Les brigades de lancement les plus proches de l'Inde sont situées dans le Qinghai, le Gansu et le Yunnan. De même, la Chine n'a déployé aucune arme nucléaire tactique au Tibet ou ailleurs. Les sources les plus autorisées sur les forces armées chinoises (voir Bulletin of the Atomic Scientists, The Military Balance et les rapports du ministère américain de la défense sur les forces militaires chinoises) notent toutes que la Chine ne dispose pas d'armes nucléaires tactiques déployées.
La spécialiste du Tibet Anne-Marie Blondeau indique que quatre sites de lancement de missiles nucléaires, capables d'atteindre la Russie, l'Europe et les États-Unis sont situés dans le Qinghai. Dans la région autonome du Tibet au moins trois sites seraient aussi implantés et ce malgré les démentis chinois.
Emmanuel Gonon, directeur des programmes à l'Observatoire européen de géopolitique (OEG) et spécialiste en géopolitique de l'Himalaya, affirme que la Chine fit le choix d'un armement placé sur rampe de lancement, ce qui rend difficile la localisation et numération précise des sites de missiles, mais on estime que plusieurs douzaines des 300 à 400 ogives nucléaires de la Chine seraient stockées au Tibet. Mis à part Gar (Ali), l'armement nucléaire chinois se trouve dans l'est et le nord-est de l'espace tibétain, suggérant qu'il est moins dirigé vers l'Inde que vers la Russie, conçu comme une plateforme éloignée de cet objectif.

### Province du Qinghai
Selon Nuclear Tibet, un document publié par Campagne internationale pour le Tibet en 1993, la première arme nucléaire a été apportée sur le plateau tibétain en 1971 et stationnée dans le bassin de Tsaidam (= Qaidam), dans le nord de l'Amdo (= la province du Qinghai). La Chine possède actuellement de 300 à 400 ogives nucléaires, dont plusieurs douzaines se trouveraient au Tibet. Selon Campagne internationale pour le Tibet, au moins trois bases de missiles nucléaires se trouvaient au Tibet en 1993. Faisant état de ce rapport, Sheryl WuDunn (en) signale dans le New York Times qu'il est impossible de confirmer de façon indépendante certaines de ses affirmations.
Selon Emmanuel Gonon, à l'ouest de Dhashu (Haiyan), sont implantés deux sites de lancement de missiles DF-4 depuis les années 1970.
Des bases de missiles nucléaires stratégiques DF-4 seraient installées depuis les années 1980 près de Delingha, chef-lieu de la préfecture autonome mongole et tibétaine de Haixi, de Da Qaidam et de Xiao Qaidam dans le bassin de Qaidam,,,,.
Emmanuel Gonon précise que ce site abriterait également le quartier général du régiment des missiles, qu'une nouvelle division y aurait été établie en 1995 et que quatre missiles CSS-4, d'une portée de 13 000 km, y seraient entreposés.
Selon le gouvernement tibétain en exil citant Tashi Chutter, à Drotsang à proximité de Kokonor, une usine de missiles navals a été construite en 1986 et largement développée en 1995. Les essais s'effectuaient sur le lac Kokonor.

### Région autonome du Tibet
Selon un article de Tsultrim Palden Dekhang mis en ligne sur le site du gouvernement tibétain en exil, au moins trois sites de lancement de missiles seraient situés dans la région autonome du Tibet. L'un d'eux serait implanté au sud-est de Lhassa, au Kongpo, et deux autres à 250 kilomètres au nord de Lhassa, dans la région de Nagchuka. Toujours selon Tsultrim Palden Dekhang, un site de stockage de missiles se trouve à 3,5 km au nord-ouest de la prison de Drapchi et 1 km à l'ouest du monastère de Séra près de Lhassa.
Emmanuel Gonon mentionne trois sites Nakchu, Kongpo Nyitri et Pawo Tamo.
Le journaliste François Gautier écrit que, selon la CIA, la Chine aurait transféré un tiers de son arsenal nucléaire à Nagchuka, où 100 missiles balistiques intercontinentaux auraient été installés, dont beaucoup pointés sur des villes indiennes.

## Allégations de pollutions nucléaires

### Province du Gansu
En 1993, International Campaign for Tibet, une ONG ayant son siège à Washington aux États-Unis, publia un rapport accusant la Chine d'être responsable de la mort d'au moins 50 Tibétains (dont 24 indiqués nommément) vivant près de mines d'uranium dans le nord-ouest de la province du Gansu. Le rapport avançait également des cas de cancer chez des enfants vivant à proximité du centre de recherche nucléaire dit Northwest Nuclear Weapons Research and Design Academy, dans la province du Qinghai.
Selon Human Rights in China, une organisation ayant son siège à New York aux États-Unis, la mine d'uranium no 792, située dans la préfecture autonome tibétaine de Gannan de la province du Gansu, qui appartient au « Tibet historique » selon le gouvernement tibétain en exil, a été officiellement fermée en 2002 mais l’administration locale aurait continué à exploiter le minerai radioactif à des fins de profits personnels. Sun Xiaodi, un militant écologiste chinois, a témoigné des graves contaminations radioactives dues à l’exploitation de la mine d’uranium et a interpellé les autorités pendant plus de dix ans, recherchant notamment le soutien de la population par pétitions. Il a été arrêté puis relâché à deux reprises en 2005 et 2006 puis mis sous surveillance policière. Sun a dû faire face à une intensification de harcèlement depuis qu'il a reçu le Nuclear-Free Future Award, bien qu'il ait de graves problèmes de santé.
Selon Raymond Meyers, de l’association Les Amis du Tibet, Luxembourg, en 2002, le ministère d'État de l'industrie nucléaire a fermé la mine d'uranium de Têwo, située dans la préfecture autonome tibétaine de Gannan, dans la province de Gansu, qui avait été ouverte en 1980. Meyers affirme que le matériel radioactif a été incorrectement manipulé, induisant un nombre élevé de cancers et de malformations congénitales chez les populations avoisinantes et que le corps médical tibétain a attribué près de la moitié des décès dans la région à une variété de cancers liés à la radioactivité et à des maladies du système immunitaire. Le bétail a souffert également d’un taux de mortalité exceptionnellement élevé. L’environnement est devenu une terre stérile.

### Province du Sichuan
Plusieurs sites sont fortement contaminés par la radioactivité. Selon Laura S. Ziemer, les rapports les plus persistants d'eau polluée proviennent de deux sites dans le nord du Tibet ethnographique. Une mine est située dans la préfecture autonome tibétaine de Ngaba, dans la province du Sichuan, et l'autre dans la préfecture autonome tibétaine de Gannan, dans la province du Gansu. Pourtant, selon le gouvernement tibétain en exil, les effets des polluants radioactifs déversés dans l’eau du plateau tibétain se feront sentir bien au-delà car dix des plus grands fleuves d’Asie y prennent source. De plus, les vents de haute altitude qui soufflent au Tibet peuvent transporter des radioisotopes à de grandes distances,.

### Province du Qinghai
Selon le gouvernement tibétain en exil, le 19 juillet 1995, l'agence de presse chinoise Xinhua a fait état de l'existence d'« un dépôt de 20 mètres carrés pour les polluants radioactifs » dans la préfecture autonome tibétaine de Haibei, dans la province du Qinghai, près des rives du lac Kokonor, ce que signale également Green Tibet, et Brahma Chellaney.

## Censure
Selon Loïc Trebord, les déchets nucléaires représentent un sujet tabou en Chine. Il rapporte que des Tibétains de la région de l'Usine 211 interrogés par des étrangers refusèrent de répondre à des questions relatives à l'usine, expliquant qu'ils n'en avaient pas le droit.
Un expert du Council on Foreign Relations, Elizabeth C. Economy, estime que la censure du débat et du militantisme écologique sur le nucléaire a pu faciliter la vie du gouvernement chinois jusqu'à présent, mais que la dévastation nucléaire consécutive à l'Accident nucléaire de Fukushima au Japon nécessite un changement.

### Accusation d'espionnage par le gouvernement chinois: le cas de Dolma Kyab
Dolma Kyab, un professeur d'histoire né en 1976 au Tibet, particulièrement concerné par la destruction de l’environnement tibétain, notamment la pollution liée aux mines d'uranium, mais aussi les camps militaires chinois est actuellement emprisonné à la suite de son arrestation et de sa condamnation en 2005 à dix années de prison, accusé par les autorités chinoises d'espionage et d'avoir dérobé et transmis des secrets d'État. Il est l'auteur d'un manuscrit non publié à l'origine de son arrestation selon lui. Selon Dolma Kyab, l'accusation qui est porté contre lui est lié à son autre manuscrit où il exprime sa préoccupation croissante au sujet de l'environnement au Tibet, l'emplacement de camps militaires chinois dans la Région autonome du Tibet. Le cas de Dolma Kyab est rapporté par l'association Index on Censorship dans Beyond Bars: 50 Years of the PEN Writers in Prison Committee publié en 2011, un numéro commémoratif pour PEN et Index on Censorship, témoins principaux notamment de l'effacement de livres.

## Demande de dénucléarisation du Tibet par le dalaï-lama
Le 21 septembre 1987, dans son plan de paix en cinq points pour le Tibet, le 14e dalaï-lama a demandé la « cessation par la Chine de sa politique d’utilisation du Tibet dans la production d’armes nucléaires et pour y ensevelir des déchets nucléaires ». Pourtant, selon l'agence chinoise Chine Nouvelle, la même année l'académie de recherches et d'études du nord-est sur les armes nucléaires, installée dans le Qinghai, avait été fermée avant d'être transférée dans le Sichuan (Tibet oriental).
En 2009, dans une interview à François Gautier, le 14e dalaï-lama a déclaré que les Chinois avaient placé des ogives nucléaires sur le plateau du Tibet et stocké des déchets nucléaires dans des grottes au nord du Tibet, où nombre d'animaux présentent des malformations à la naissance, demandant que cela cesse.